# Severino Gazzelloni

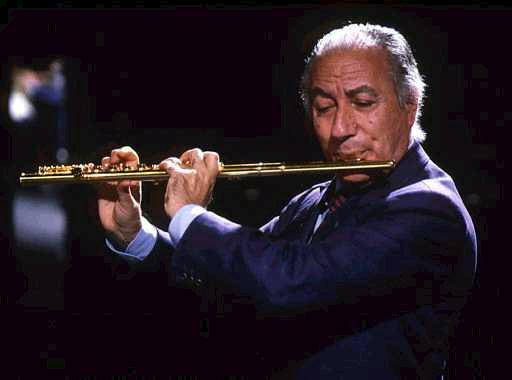
Severino Gazzelloni en 1988.

Severino Gazzelloni (Roccasecca, Lacio; 5 de enero de 1919-Cassino, Lacio; 21 de noviembre de 1992) fue un flautista italiano, uno de los mayores virtuosos del siglo XX. Durante treinta años fue el primer flauta de la Orquesta de la RAI y muchos compositores contemporáneos le dedicaron obras, escritas especialmente para él (entre otros, Luciano Berio, Pierre Boulez, Bruno Maderna e Ígor Stravinsky).
Fue también un gran profesor. Entre sus alumnos se encuentran el intérprete de jazz Eric Dolphy y el flautista clásico Abbie de Quant. Gazzelloni participó activamente en los Cursos de Verano de Darmstadt.
Además, durante las décadas de 1970 y 1980, trabajó con reconocidos músicos italianos de jazz como el pianista Enrico Intra, el bajista-arreglista Pino Presti y el baterista Tullio De Piscopo.